# Kauce
Kauce (z lat. cautio – opatrnost, obezřetnost, záruka) má význam dočasné zálohy, např. složené do úschovy, která je za ideálních podmínek vratná, nebo se za horších okolností použije na úhradu nákladů.
Vratnost kauce bývá podmíněna splněním předem známých podmínek, například vrácení vypůjčené věci. V případě porušení ideální situace se pak řeší vrácení kauce: její podmínky mohou být striktní a připouštět jen logicky jednoduché výsledky „vrátit/nevrátit“, nebo může být použita jako záloha pro uskutečněné plnění za předmětné období. Podle nastavených podmínek a nastalých skutečností tedy kauce může být vrácena celá, jen částečně, vůbec, nebo dokonce může být požadován i doplatek pro uhrazení do plné výše případných nákladů.

## Obchod
Kauce bývá součástí smluvních podmínek u pronájmů: v půjčovnách se z kaucí běžně hradí samotné zápůjčné, zároveň jde i o formu zajištění pro případ poškození věci, kdy by zákazník nechtěl na místě uhradit opravu.
Kauce je běžná u pronájmu bytů nebo podnájmu pokojů, kde bývá potřeba složit kauci ve výši minimálně tří měsíčních nájmů, což je praxe běžná na celém světě.[zdroj?]

### Obaly
V běžném životě je kaucí mj. záloha za vratné lahve. Zálohy za půjčený majetek se běžně rovnou započítávají již do ceny kupovaného zboží: Neoddělitelnost zboží a zapůjčeného majetku vidíme na příkladě vratných obalů. V praxi se tedy zálohy běžně používají v logistice: Pro účely přepravy se vratné kauce vybírají například za sudy na pivo, za přepravky na lahve, za přepravní palety.
V takových případech jde zpravidla o fixní (paušální) zálohy za sériově vyráběné nádoby, tedy záměnné: pro vrácení složené/zadržené peněžní zálohy dokonce není požadováno navrácení stejného konkrétního kusu, ale běžně stačí jakákoli obdoba splňující stejné parametry.

## Právo
Jakožto pojem v právním slova smyslu je pojímaný jinak v systémech kontinentální Evropy a jinak mimo ni. Například ve Spojených státech amerických se jedná o finanční skladnou zálohu, proti které je možné být propuštěn z vazby.[zdroj?] V českém právu se vyskytuje zřídka, výslovně jen v případě volebního práva. Někdy je však ztotožňována se soukromoprávním institutem jistoty, případně s peněžitou zárukou, která může nahradit vazbu.

### Vazba
Vazba může být nahrazena peněžitou zárukou, s výjimkou vazby koluzní a s výjimkou trestního stíhání v případě určitých závažných trestných činů (např. vraždy, těžkého ublížení na zdraví apod.). Tato možnost byla zakotvena v § 73a trestního řádu roku 2001. Kauce je omezena pouze dolní hranicí ve výši 10 000 Kč a složit ji může nejen trestně stíhaný, ale i jiná osoba, pokud byla seznámena s obviněním a důvody vazby. Soud může s přihlédnutím k osobě obviněného, trestného činu a důvodům vazby peněžitou záruku přijmout, ale také nemusí. Pokud propuštěný z vazby uprchne, skrývá se, na předvolání se nedostaví, opakuje trestnou činnost nebo se vyhýbá již uloženým trestům, kauce propadá státu. Lze ji také použít k úhradě škody poškozeného.

### Volby
V právním řádu České republiky lze nicméně pojem kauce výslovně spojovat jen s volebním právem, kde byla zákonem č. 247/1995 Sb. zavedena jako tzv. volební kauce. Ta byla původně uzákoněna na 40 000 Kč pro kandidátku do Poslanecké sněmovny a na 20 000 Kč pro kandidáta do Senátu. Kauce pro volby do Poslanecké sněmovny však byla Ústavním soudem v roce 2001 zrušena a fakticky byla nahrazena příspěvkem na volební náklady. Zůstala tak pouze pro volby do Senátu, kde je podmínkou pro zahájení tisku volebních lístků. Při dosažení alespoň 6 % hlasů se navrací, nevrácené volební kauce připadají státu.